# Norvég Királyi Légierő
A Norvég Királyi Légierő (RNoAF, norvégül: Luftforsvaret, angolul: Royal Norwegian Air Force), Norvégia haderejének egyik haderőneme. Létszáma békeidőszakban 1430 fő, háborús időszakban 5500 fő.

## Története
A norvég hadsereg első repülőgépét 1912 júniusában szerezte be, majd 1914-ben megalakult a hadsereg repülőiskolája. Egy évvel később hivatalosan is megalakult a Hadsereg Légiereje (Haerens Flyvapen).
A második világháború alatt, a német invázió alatt a legtöbb repülőgépe még a földön semmisült meg. A támadást túlélő gépeket előbb északra, majd az Egyesült Királyságba vonták vissza. A háború alatt a Kanadai Torontoban létrehoztak egy közös kiképzőbázist a hadsereg és a haditengerészet részére "Little Norway" (Kis norvégia) néven. Négy század működött (330., 331., 332. és 333. légiszázadok) a Brit Királyi Légierő parancsnoksága alatt 1941 és 1945 között. Végül 1944 tavaszán, a Hadsereg légierejének és a Haditengerészet légierejének összevonásával, megalakult a Norvég Királyi Légierő.

## Szervezete
- 130. légi irányító ezred (Mågerø)
- 131. légi irányító ezred (Sørreisa)
- 132. ezred (Bodø)
  - 331. vadászrepülő század
  - 332. vadászrepülő század
  - Légvédelmi rakéta zászlóalj (2 üteg)
- 133. ezred (Andøya)
  - 333. tengerészeti felderítő század
- 134. ezred (Sola)
  - 330. kutató-mentő század
- 135. ezred (Gardermoen)
  - 335. szállító repülő század
- 137. ezred (Rygge)
  - 717. elektronikai hadviselési és szállító század
  - 720. szállító helikopteres század
  - Biztonsági század
- 138. ezred (Ørland)
  - 338. vadászrepülő század
  - Légvédelmi rakéta zászlóalj (2 üteg)
- 139. ezred (Bardufoss)
  - 334. tengerészeti helikopteres század
  - 337. tengerészeti helikopteres század
  - 339. szállító helikopteres század
  - 718. pilóta nélküli repülő század
  - Légierő Kiképző Iskolája
- Légierő Akadémiája (Trondheim)

## Fegyverzete
| Megnevezés                | Változat              | Feladatkör                                      | Mennyiség                | Megjegyzés                                                                                                   |
| Harci repülőgépek         | Harci repülőgépek     | Harci repülőgépek                               | Harci repülőgépek        | Harci repülőgépek                                                                                            |
| ------------------------- | --------------------- | ----------------------------------------------- | ------------------------ | --- |
| F–35 Lightning II         |                       | többfeladatú vadászrepülőgép                    | 13 db                    | |

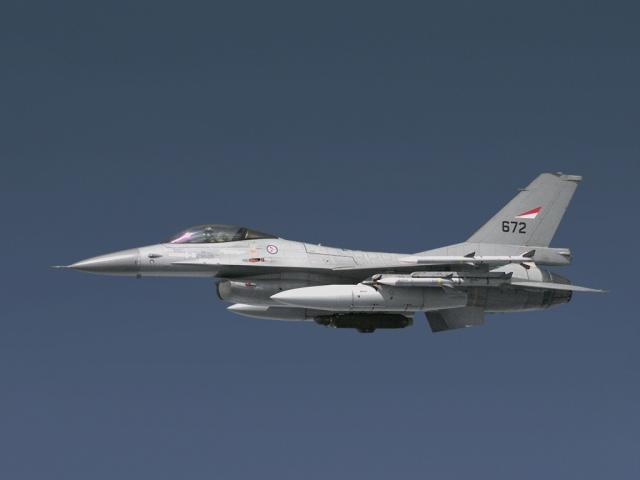
A Norvég Királyi Légierő F–16AM 672-es oldalszámú vadászgépe

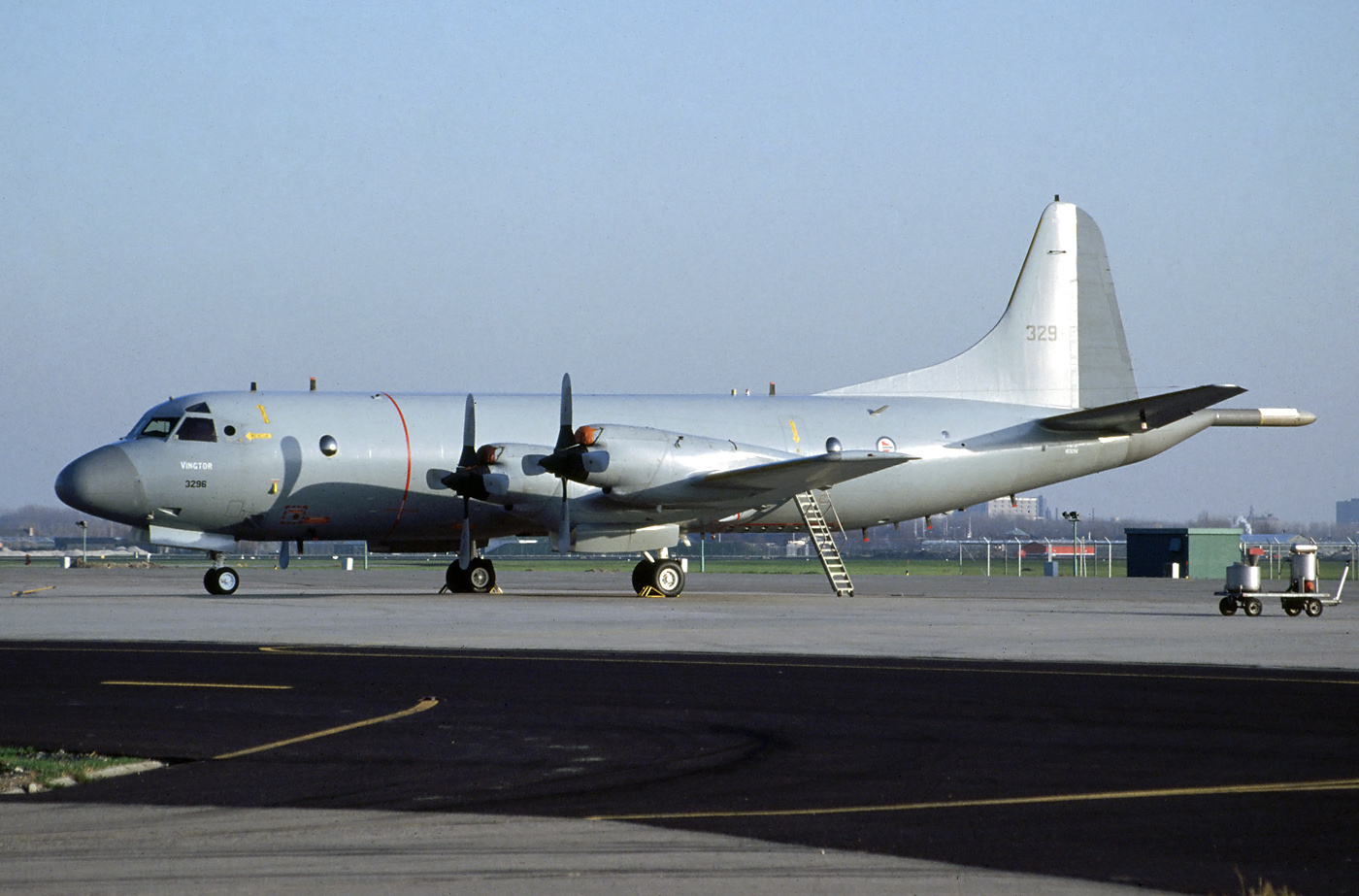
Norvég P–3C Orion

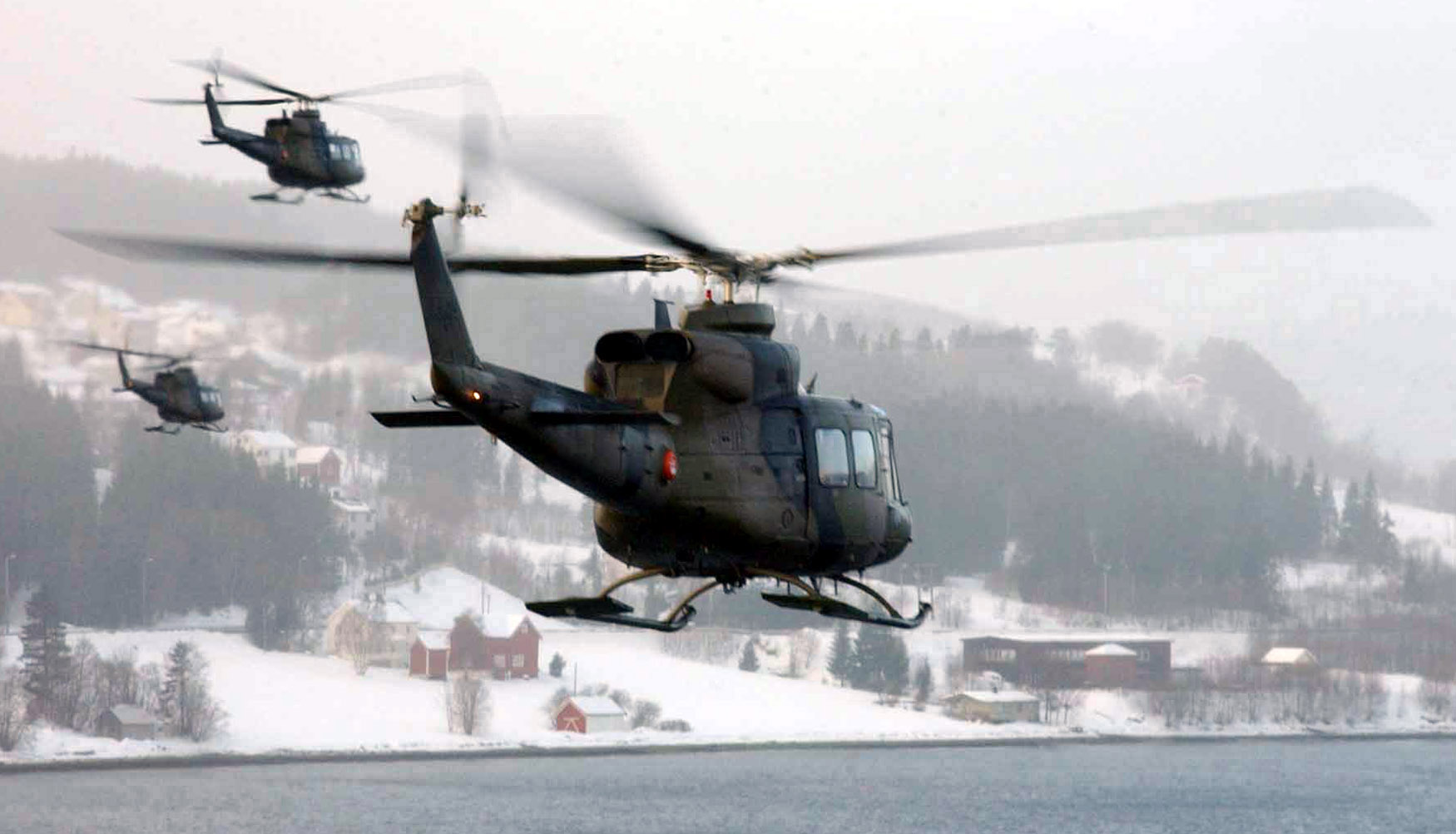
Három norvég Bell 412SP katonai helikopter a NATO 2002-es hadgyakorlatán

| / F–16 Fighting Falcon    | F–16AM                | többfeladatú vadászrepülőgép                    | 47 db                    | - A repülőgépek licenc alapján készültek Hollandiában a Fokker vállalatnál. - 1980 januárja óta szolgálatban |
| / F–16 Fighting Falcon    | F–16BM                | többfeladatú vadászrepülőgép                    | 10 db                    | - A repülőgépek licenc alapján készültek Hollandiában a Fokker vállalatnál. - 1980 januárja óta szolgálatban |
| Kiképző repülőgépek       |                       |                                                 |                          | |
| Saab Safari               | MFI-15                | kiképző repülőgép                               | 16 db                    | |
| Felderítő repülőgépek     |                       |                                                 |                          | |
| Lockheed P–3 Orion        | P-3C UIP              | tengerészeti felderítő repülőgép                | 4 db                     | |
| Lockheed P–3 Orion        | P-3C N                | tengerészeti felderítő repülőgép                | 2 db                     | |
| Dassault Falcon 20        | DA-20                 | elektronikai hadviselési repülőgép              | 2 db                     | - 1976 óta szolgálatban                                                                                      |
| Szállító repülőgépek      |                       |                                                 |                          | |
| C–130 Hercules            | C–130J Super Hercules | szállító repülőgép                              | 4 db                     | |
| Dassault Falcon 20        |                       | VIP szállító repülőgép                          | 1 db                     | |
| Szállító helikopterek     |                       |                                                 |                          | |
| Bell 412                  | SP                    | szállító helikopter                             | 18 db                    | - 1989 óta szolgálatban                                                                                      |
| Westland Lynx             |                       | tengerészeti szállító helikopter                | 6 db                     | - A Parti Őrség használatában.                                                                               |
| NHI NH90                  |                       | tengerészeti szállító helikopter                | 0 db (14 db megrendelve) | |
| Kutató-mentő helikopterek |                       |                                                 |                          | |
| Westland H–3 Sea King     | Mk.43                 | kutató-mentő helikopter                         | 12 db                    | - 1973 óta szolgálatban                                                                                      |
| Légvédelmi rakéták        |                       |                                                 |                          | |
| NASAMS                    |                       | közepes hatótávolságú légvédelmi rakétarendszer | 4 üteg                   | |

## Bázisok, Katonai Repterek
Jelenleg használt légibázisok
- Andoya légitámaszpont
- Banak légitámaszpont
- Bardufoss légitámaszpont
- Bodo légitámaszpont - Bodø
- Orland légitámaszpont
- Gardermoen légitámaszpont - Oslo
- Rygge légitámaszpont - Rygge
- Stavanger-Sola légitámaszpont - Stavanger